# Rocca de' Giorgi
Rocca de' Giorgi (Roca di Giorgi in dialetto oltrepadano) è un comune italiano di 46 abitanti della provincia di Pavia in Lombardia. Si trova nell'area collinare dell'Oltrepò Pavese, nella valle del torrente Scuropasso. L'insediamento è sparso: l'antica rocca e la parrocchiale si trovano su due colli sui due opposti lati della valle, mentre la sede comunale, Villa Fornace (con la villa del conte Giorgi di Vistarino), è a fondovalle.

## Storia

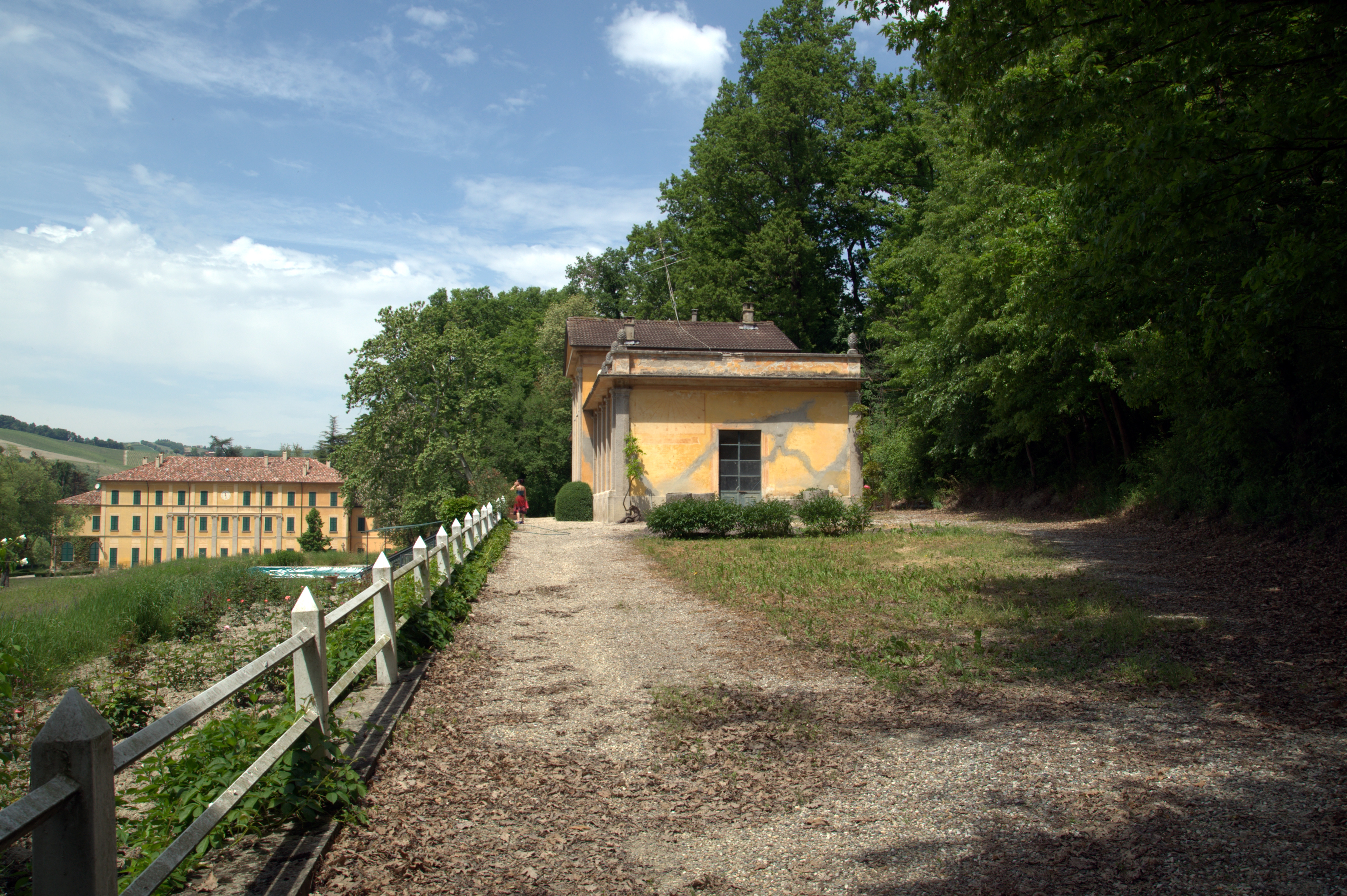
Vista di Villa Fornace

Rocca de' Giorgi, sede di un'antica pieve della diocesi di Piacenza, fu fortificata fin dall'alto medioevo, probabilmente da un antico signore di nome Aimerico. Si chiamava infatti Rocca di Aimerico quando, nel 1164, è citata tra i luoghi dell'Oltrepò che passarono sotto il dominio pavese. Vi ebbe successivamente la signoria la famiglia pavese Campeggi, per cui prese il nome di Rocca Campesana; passò poi sotto il dominio dei Sannazzaro, e per matrimonio a Fiorello Beccaria, che ricostruì la Rocca che da allora fu detta Rocca di Messer Fiorello, o Roccafirella. Nell'ambito del dominio dei Beccaria, giunse al ramo di Montebello, appartenendo al feudo di Montecalvo. Estinti nel 1629 i Beccaria, fu acquistato dai conti Giorgi di Vistarino (feudatari anche di Pietra de' Giorgi ed imparentati con i Giorgi di Ferentino, già proprietari delle omonime fornaci), dai quali col tempo prese il nuovo nome. I loro discendenti sono tuttora i maggiori proprietari del comune, nonostante l'abolizione del feudalesimo nel 1797.
Nel 1938 fu unita a Rocca de' Giorgi la frazione Vallorsa, smembrata dal disciolto comune di Montù Berchielli (diviso tra Montalto Pavese e Ruino).
Il 31 dicembre 1944 una pattuglia della Sicherheits Abteilung, nel corso di un rastrellamento, arriva a Valorsa di Rocca de’ Giorgi dove cattura e fucila sul posto Ernesto Pasturenzi e Carlo Montini, poi fucila Giuseppe Musetti uno degli ostaggi portati con loro da Borgo Priolo, in ultimo in località Ca’ Lanati, cattura e uccide Nicola Racano, uno sbandato meridionale rimasto a lavorare come contadino dopo l’8 settembre.

### Simboli
Lo stemma e il gonfalone del comune sono stati concessi con decreto del presidente della Repubblica del 22 aprile 2008.
Il gonfalone è un drappo di rosso con la bordatura di azzurro.

## Monumenti e luoghi d'interesse
- Castello di Rocca de' Giorgi

## Società

### Evoluzione demografica
Abitanti censiti

### Etnie e minoranze straniere
Secondo le statistiche ISTAT, al 31 dicembre 2019 la popolazione straniera residente nel comune era di 29 persone, pari al 35% della popolazione residente. Si tratta del comune italiano con la più alta presenza in termini percentuali di cittadini stranieri.
Le nazionalità maggiormente rappresentate in base alla loro percentuale sul totale della popolazione residente sono:
- Romania 20
- Bulgaria 3
- Sri Lanka 2
- Bolivia 1
- Francia 1
- Germania 1
- Repubblica Dominicana 1

## Amministrazione
| Periodo          | Periodo           | Primo cittadino | Partito              | Carica  | Note |
| ---------------- | ----------------- | --------------- | -------------------- | ------- | ---- |
| 7 luglio 1985    | 21 aprile 1994    | Alfonso Ferrari | Democrazia Cristiana | Sindaco |      |
| 28 novembre 1994 | 27 maggio 2003    | Angelo Villani  | Lista civica         | Sindaco |      |
| 27 maggio 2003   | 29 settembre 2003 | Adriano Ferrari | Lista civica         | Sindaco |      |
| 14 giugno 2004   | 26 maggio 2014    | Angelo Villani  | Lista civica         | Sindaco |      |
| 26 maggio 2014   | in carica         | Paolo Fiocchi   | Lista civica         | Sindaco |      |